# Cincuenta sombras liberadas (banda sonora)
Fifty Shades Freed: Original Motion Picture Soundtrack es el álbum de banda sonora de la película Cincuenta sombras liberadas, una adaptación de la novela de E. L. James del mismo nombre. Será lanzado a través de Universal Studios y Republic Records el 9 de febrero de 2018.

## Información del álbum

### Sencillos
El sencillo principal, «For You», contó con Liam Payne y Rita Ora y fue lanzado el 5 de enero de 2018. 
"Capital Letters" interpretada por Hailee Steinfeld fue lanzado como el segundo sencillo el 13 de enero de 2018. 

### Versiones
La banda sonora de la película se lanzó en dos versiones separadas; uno con los 19 sencillos de artistas populares que se usaron en la película, y otro lanzamiento separado del score original compuesto por Danny Elfman. Dos de los temas de Elfman también fueron incluidos en la primera versión.

## Lista de sencillos
| N.º | Título                          | Duración |  |
| 1.  | «Capital Letters»               | 3:39     |  |
| 2.  | «For You»                       | 4:05     |  |
| 3.  | «Sacrifice»                     | 3:29     |  |
| 4.  | «High»                          | 3:16     |  |
| 5.  | «Heaven»                        | 3:11     |  |
| 6.  | «Big Spender»                   | 3:15     |  |
| 7.  | «Never Tear Us Apart»           | 3:14     |  |
| 8.  | «The Wolf»                      | 2:54     |  |
| 9.  | «Are You»                       | 3:31     |  |
| 10. | «Cross Your Mind»               | 3:38     |  |
| 11. | «Change Your Mind»              | 3:28     |  |
| 12. | «Come On Back»                  | 3:16     |  |
| 13. | «I Got You (I Feel Good)»       | 3:16     |  |
| 14. | «Ta Meilleure Ennemie (Pearls)» | 3:29     |  |
| 15. | «Deer In Headlights»            | 4:25     |  |
| 16. | «Diddy Bop»                     | 3:39     |  |
| 17. | «Love Me Like You Do»           | 4:13     |  |
| 18. | «Freed»                         | 2:12     |  |
| 19. | «Seeing Red»                    | 2:42     |  |

- Datos: Q56377485